# Belconnen
 (février 2023).
Si vous disposez d'ouvrages ou d'articles de référence ou si vous connaissez des sites web de qualité traitant du thème abordé ici, merci de compléter l'article en donnant les références utiles à sa vérifiabilité et en les liant à la section « Notes et références ».
Belconnen est un district de Canberra, la capitale de l'Australie, comprenant 25 quartiers (suburbs), 29 900 logements et 82 247 habitants. 
Belconnen est situé au nord-ouest du centre-ville de Canberra. Il entoure le lac (artificiel) Ginninderra sur le Ginninderra Creek qui coule vers le nord-ouest vers la rivière Molonglo puis dans la Murrumbidgee. 